# Svinoústí
Svinoústí polsky  Świnoujście [ɕvinɔˈujɕt͡ɕɛ], německy Swinemünde [ˌsviːnəˈmʏndə], česky též Ústí nad Svinou) je okresní a lázeňské přístavní město a městský okres v Západopomořanském vojvodství v severním Polsku, nacházející se na třech velkých ostrovech – Uznojem (Usedom), Volyň (Wolin) a Karsibór a 44 malých, neobývaných. Město protíná průliv Svina, který spojuje otevřené moře se Štětínským zálivem. Námořní přístav Štětín-Svinoústí.
Rozloha je 202,7 km², roku 2024 zde žilo 38 728 obyvatel. Městská práva získalo v roce 1765.
Na východ od Svinoústí leží lázeňské město Mezizdroje.

## Pamětihodnosti
- Maják ve Svinoústí – maják z let 1854-57, 64,80 m vysoký (nejvyšší v Polsku), veřejnosti přístupný.
- Promenada Historyczna – esplanáda.

## Sport
- Flota Świnoujście - fotbalový klub

## Doprava
Doprava mezi částmi města na ostrově Uznojem a Wolin probíhá pomocí vytížených přívozů a most není možné postavit kvůli proplouvajícím velkým lodím. Proto probíhala výstavba podvodního silničního tunelu, který tyto nepříjemnosti vyřeší. Tunel byl otevřen 30. června 2023.

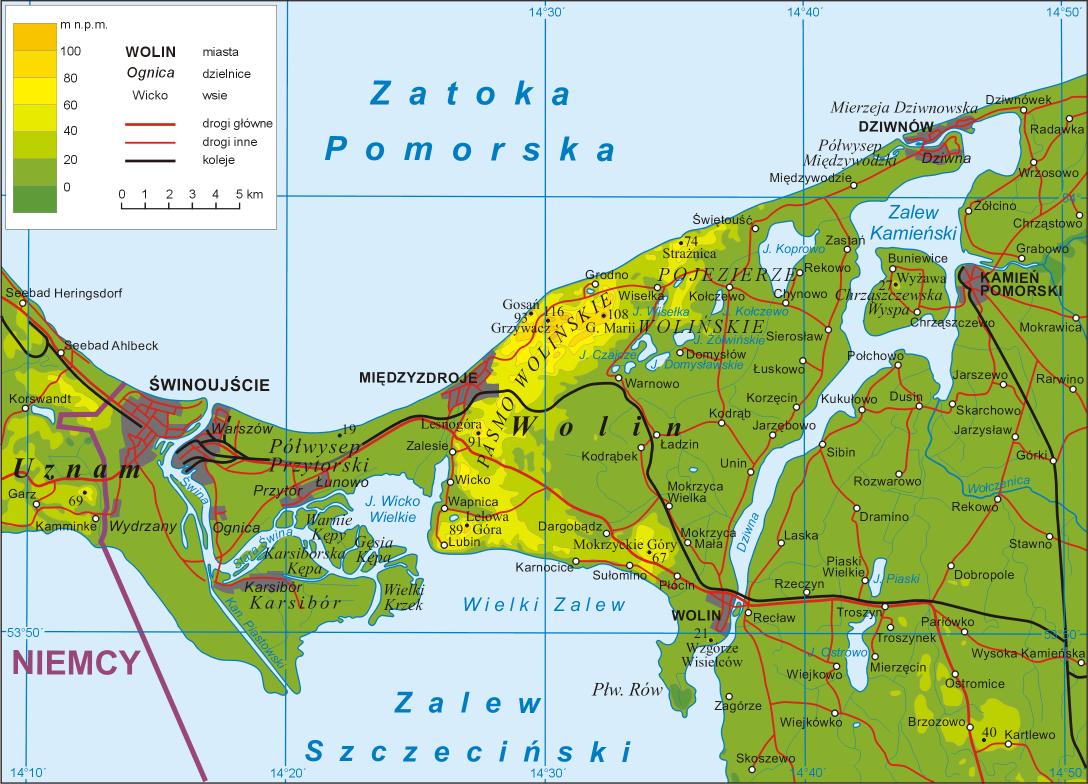
Okolí Svinoústí

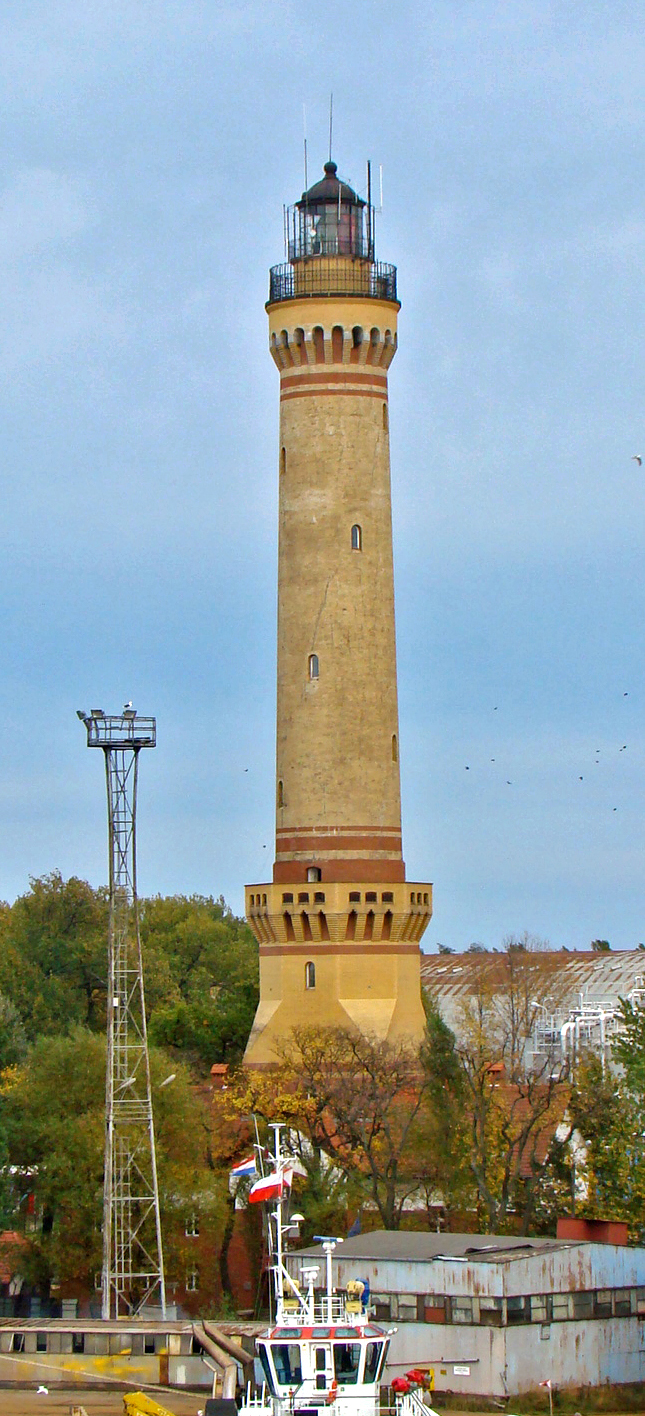
Maják v Svinoústí